# Joseph Ladue
Joseph Francis Ladue (28. července 1855 Schuyler Falls, New York, USA – 27. června 1901 tamtéž) byl zlatokop, obchodník a zakladatel města Dawson na Klondiku.

## Život
Joseph osiřel ještě v mládí. Matka mu zemřela, když měl 7 let a otec v 19. Po otcově smrti se vydal za štěstím na západ. Nejdříve se usadil ve městě Deadwood, kde působil jako dělník a později jako strojník v dole. V zaměstnání rychle postupoval a postupně se dostával na vedoucí pozice. Přesto však zaměstnání opustil a vydal se hledat zlato do Arizony a Nového Mexika. Neměl tam však štěstí a v roce 1882 se rozhodl vydat na sever. Byl mezi padesáti muži, kteří v tom roce prošli přes průsmyk Chilkoot na Yukon.

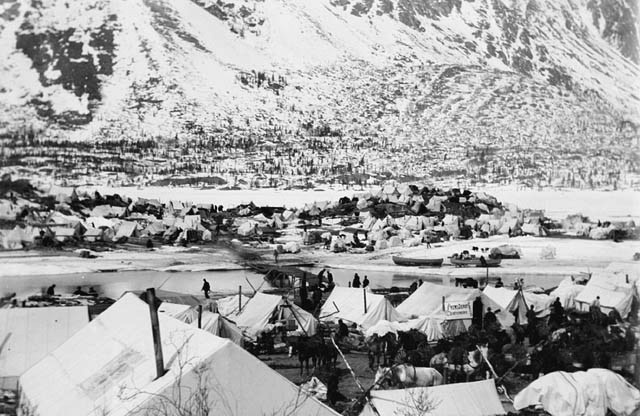
Začátky města Dawson

Po počátečním období věnovaném hledání zlata si v roce 1893 spolu se společníky otevřel obchodní stanici v ústí řeky Sixtymile River do řeky Yukon. Později ke stanici postavil i pilu, kde vyráběl řezivo pro zlatokopy. Po objevení zlata na potoce Bonanza Creek, který rozpoutal zlatou horečku na Klondiku, Joseph Ladue pochopil svou šanci. 28. srpna 1896, pouze několik dní po tomto velkém objevu, zabral pro sebe velký 64hektarový pozemek u ústí řeky Klondike do Yukonu a dal si ho zaregistrovat na důlním úřadě při ústí řeky Fortymile River. Do začátku října sem přesunul svou pilu a osídlení začalo postupně růst. Tehdy tam byly ještě pouze dva sruby, sklad, pila a několik stanů – celkem asi 25 lidí. Byl to základ budoucího města, které v lednu 1897 pojmenoval Dawson City po kanadském geologovi Georgi Mercer Dawsonovi. V zimě se podařilo Ladueovi prodat několik pozemků za cenu od 5 do 25 dolarů.
Fámy o objevu zlata se však rychle rozšířily a začalo přicházet stále více a více lidí. V červenci 1897 již bylo v oblasti asi pět tisíc lidí a Ladue mohl zvednout ceny za pozemky v Dawsonu od 800 do 8 000 dolarů. Obchodoval se vším, co zlatokopové potřebovali. Kromě obchodu si otevřel hostinec, postupně rozšiřoval pilu a založil hornickou společnost.
Ladue opustil Yukon na vrcholu slávy a úspěchu, v roce 1897 se vrátil do rodného města, kde se v prosinci oženil s Annou „Kitty“ Mason. Koupili si tam stohektarovou farmu a adoptovali Francise Lamaya, syna Willise Lamaya, Josephova společníka na Yukonu. Roky strávené na Yukonu se však projevily na jeho zdraví. Joseph Ladue trpěl tuberkulózou a zemřel 27. června 1901, jen několik let poté, co zbohatl na Yukonu.